# Brugse Poort (Gent)

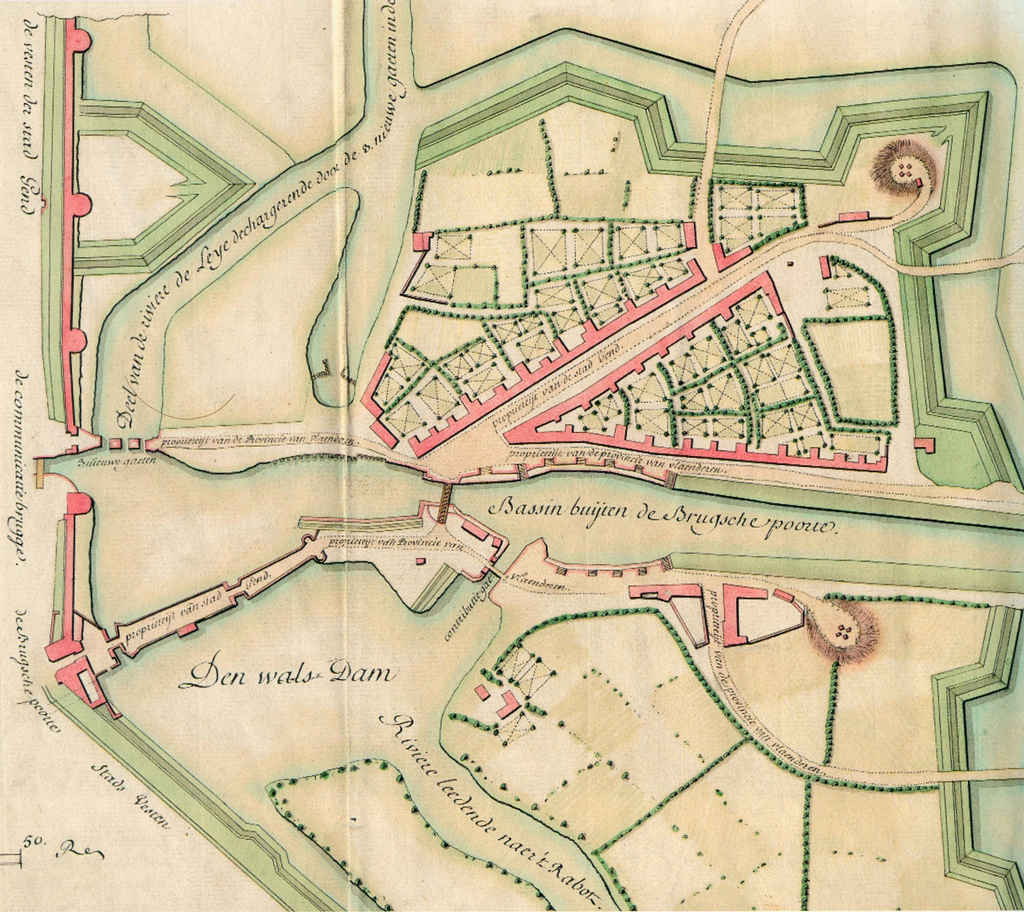
Oude kaart van de Brugse Poort

De Brugse Poort is een wijk en verdwenen stadspoort van de Belgische stad Gent. Het is een van de volksbuurten in de 19de-eeuwse gordel van de stad. De buurt dankt haar naam aan de stadspoort die tot 1860 nog in gebruik was. De stad Gent brengt de wijk samen met de wijken Rooigem en Malem onder in de wijk "Brugse Poort - Rooigem".
De website van Gent deelt over deze wijk mee:
Het gebied Brugse Poort - Rooigem ligt ten noordwesten van het middeleeuwse Gent. In de veertiende eeuw werd de tweede omwalling gebouwd, waarvan de Brugse Poort deel uitmaakte. Zij werd ook de Waalpoort genoemd. Buiten de poort liep de heirweg naar Brugge in de richting van Mariakerke. Hij vormt nog altijd de ruggengraat van de wijk, onder de benamingen Noordstraat, Phoenixstraat, Bevrijdingslaan en Brugsesteenweg. De weg was een deel van de belangrijke landweg Brugge - Keulen, de verbinding van de Noordzee met de Middenrijn.

## Geschiedenis
De wijk Brugse Poort is voornamelijk ontstaan door de industriële expansie van de 19de eeuw. In 1821 stichtte de ondernemer Huyttens-Kerreman aan de Kettingstraat een atelier voor metaalbewerking en -constructie, later omgevormd tot de NV Le Phoenix. Vanaf 1860 ging het zeer snel in deze wijk. Dit kwam voornamelijk door de textielindustrie zoals bijvoorbeeld bedreven door Société Linière La Lys.
Binnen een periode van dertig jaar (+/-1860-1890) is deze wijk volledig volgebouwd. De Brugse Poort is gegroeid zonder stedenbouwkundige voorwaarden, vandaar het chaotische stratenpatroon en de drukke bebouwing. Begin 1900 werd de wijk in tweeën gesplitst door de Rooigemlaan die werd doorgetrokken tot aan de Palinghuizen.
Na de ineenstorting van de textielindustrie (vanaf jaren dertig van de 20e eeuw) was de Brugse Poort een van de armoedigste wijken van Gent. De vele goedkope krotwoningen waren de enige betaalbare woningen voor de nieuwe gastarbeiders.
Vanaf de jaren negentig van de 20e eeuw is er een andere dynamiek ontstaan in deze buurt. Nieuwe investeringen zorgden voor meer 'zuurstof', maar ook voor meer onrust in deze buurt. Het spook van gentrificatie was/is nooit ver weg. Toen de stad in 2002 met een nieuw project “zuurstof voor de Brugse Poort” kwam, was er veel argwaan en protest. Dit protest werd voornamelijk getrokken en geduwd door de vele anarchisten die zich in de wijk gevestigd hadden. Het anarchistische karakter is wat deze wijk atypisch maakt in vergelijking met andere buurten uit de 19de-eeuwse gordel. Dit verklaart dat deze buurt nog enige sociale weerbaarheid kent.
Vele straatnamen verwijzen nog naar het verleden.
- Vlasgaardstraat, La Lys, vlas
- Kaarderijstraat, La Lys, bewerking van wol
- Haspelstraat, La Lys, van het haspelen (afwerken van de vlasdraad) of wol op streng binden.
- Kettingstraat, La Lys, kettingdraad
- Weverstraat, La Lys, weven
- Hekelaarsstraat, La Lys, Linnenbewerking
- Phoenixstraat, n.v. Le Phoenix
- Aambeeldstraat, n.v. Le Phoenix

## Trivia
- Tot eind jaren 1990 was er in de Reinaertstraat de Democrazy gevestigd. Groepen als Nirvana, Mudhoney, Faith No More, Melvins, Ween, Afghan Whigs hebben daar op het podium gestaan. Momenteel is deze zaal de thuisbasis van 'De vieze gasten'.
- Louis Paul Boon zou een deel van zijn jeugd hebben doorgebracht in de Brugse poort. Begin jaren 1950 zou hij er nog een paar jaar gaan wonen. In 'Zomer te Ter-Muren' beschrijft hij onder meer het grijze karakter van de wijk in deze periode.
- In de Sparrestraat was de Tierenteyn-mosterdfabriek gevestigd. Willem Elsschot schreef hiervoor zeven mosterdgedichten.
- In de Meibloemstraat was de meubelfabriek Van den Berghe-Pauvers, bekend van de 'Cirkante tafel', gevestigd.